# ブレシュイール
ブレシュイール （Bressuire）は、フランス、ヌーヴェル＝アキテーヌ地域圏、ドゥー＝セーヴル県のコミューン。

## 地理
ボカージュ・ポワトヴァン地方の中心にあり、トゥアルからおよそ25km、パルトネーからおよそ30km離れている。自動車で一時間ほどでナント、ポワティエ、アンジェ、ニオールへ行くことが可能である。鉄道路線は、モンパルナス駅からソミュールを経由してブレシュイール駅までを結ぶTER路線がある。

## 由来
1030年代、Berzoriacumというラテン語化された名が残された。1073年と1100年にはBerzoriumと記された。

## 歴史

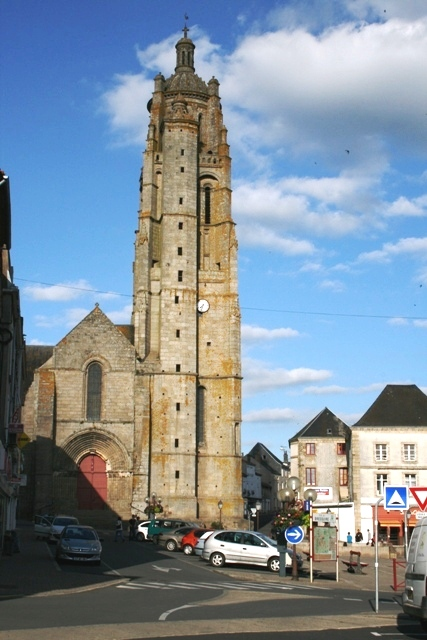
ノートルダム・ド・ブレシュイール教会

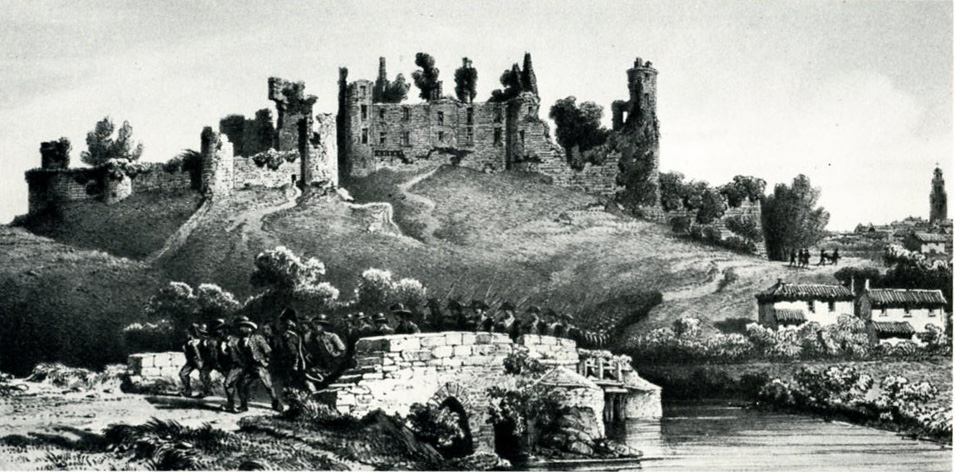
19世紀に描かれたブレシュイール城

ブレシュイールはケルト時代、ガロ＝ローマ時代には交差路のある場所だった。しかしまちの名が確認されるのは11世紀である。中世のブレシュイール城はトゥアル子爵の領有であり、10世紀には3つの教区が存在した。サン＝ニコラ教区は城の中にあり現在は消滅している。
ブレシュイール城は旧市街を見下ろす丘の上にあった。城の外の城壁は13世紀に建てられた。多くの塔や5つの門を備えた城壁であり、城外にはノートルダムとサン・ジャンの2つの教区があった。10世紀にトゥアル子爵がサン＝シプリアン礼拝堂を建て、ポワティエのサン＝シプリアン修道院へ寄進した。16世紀までブレシュイールの領主であったのはボーモン＝ブレシュイール家だった。中世から15世紀まで、ブレシュイールは人口が1万人に達するほどであり、まちは高品質のカーテンを生産することで知られていた。ルイ11世の宮廷官ジャック・ド・ボーモンはまちの名声を高めた。
百年戦争では城とまちが試された。この恐ろしい紛争の時代、フランシスコ会の修道院が創設された。そして同じ時期にできたコルドリエ会の修道院は、1820年にタウンホール建設のため取り壊されている。15世紀、トゥアル子爵ピエール2世、そしてルイの時代まちは経済活動が活発だった。
16世紀のユグノー戦争は、1568年の市街破壊、そして衰退が特徴であった。これは暗黒時代の初めであり、人口は2000人ほどに減少した。しかしブレシュイールはカーテンの製造を盛んに行い、織物業界の17世紀・18世紀は黄金時代であった。ブレシュイールの特産はティルテーヌ（tiretaine）であり、主にパリやノルマンディーで売られていた。
ヴァンデ戦争の間、ブレシュイールは共和国側の支配下にあった。しかし1792年に農民が最初の反乱を起こした。ルイ・グリニョン率いる共和国側の地獄部隊（fr）がブレシュイールを焼き、住民を殺害、略奪、暴行し、数軒の住宅しか残さなかった。住民は周辺のむらに避難するしか選択の余地はなかった。
1866年に鉄道が到来すると、都市景観が大幅に変更されることとなった。ブレシュイールはまちをつなぐ鉄道ジャンクションとなった。貿易と技術工学が伝わりブレシュイールとその周辺は、農業と工業の両方が発展した。この時代ブレシュイールで開かれる市は有名だった。

## 人口統計
| 1962年 | 1968年 | 1975年 | 1982年 | 1990年 | 1999年 | 2006年 |
| ------ | ------ | ------ | ------ | ------ | ------ | ------ |
| 6528   | 13804  | 16101  | 18423  | 17827  | 17797  | 18225  |

参照元=Ldh/EHESS/Cassini 

## 経済
県第2の産業と工芸のまちである。数多くの産業地区が郊外にあり、主として中小企業が多く席をおく。ドゥー＝セーヴル商工会議所の支所がある。

## 出身者
- カトリーヌ・ブレイヤ：映画監督

## 姉妹都市
- メキネンサ、スペイン
- フレーザーバラ、スコットランド
- オダク、ルーマニア
- クパリメ、トーゴ
- フリートベルク、ドイツ
- リークスリップ、アイルランド
- リャザン、ロシア
- パルチェウ、ポーランド